# Ganeshman Charnath
Ganeshman Charnath (Nepali गणेशमान चारनाथ) ist eine Stadt (Munizipalität) im östlichen Terai Nepals im Distrikt Dhanusha.
Ganeshman Charnath liegt im Nordosten des Distrikts.
Die Stadt entstand Ende 2014 durch Zusammenlegung der Village Development Committees Baramajhiya, Bharatpur, Godar und Labatoli.
Das Stadtgebiet umfasst 241 km².

## Einwohner
Bei der Volkszählung 2011 hatten die VDCs, aus welchen die Stadt Ganeshman Charnath entstand, 34.770 Einwohner (davon 16.965 männlich) in 6710 Haushalten.